# Mestre Traíra
 (août 2010).
Si vous disposez d'ouvrages ou d'articles de référence ou si vous connaissez des sites web de qualité traitant du thème abordé ici, merci de compléter l'article en donnant les références utiles à sa vérifiabilité et en les liant à la section « Notes et références ».
Mestre Traíra (surnom de João Ramos do Nacimento, né à Cachoeira vers 1925 et mort à Salvador vers 1975) est un capoeiriste de renom de Salvador de Bahia. Son nom est associé à celui du célèbre Mestre Waldemar da Paixão, dont il a fréquenté la capoeira dans le quartier populaire de Liberdade.
Mestre Traíra a participé au film Vadiação, de Alexandre Robatto Filho, produit en 1954, qui le montre jouant du pandeiro et faisant des démonstrations de mouvements face à la caméra.
En 1960, Jorge Amado écrit que « Traíra est un caboclo peu bavard, tout en muscles. Le voir s'amuser est un vrai plaisir esthétique. Il est comme un danseur et seul Mestre Pastinha peut rivaliser avec lui sur la beauté des mouvements, dans l'agilité, dans la rapidité des coups » (Bahia de Todos os Santos, 9e. édition).
Vers 1962, il enregistre un disque avec les maîtres Cobrinha Verde et Gato (Ed. Xauã).
En 1968, Waldeloir Rego mentionne son école, à Sete Molas, dans le quartier de Liberdade dans son livre Capoeira Angola, ensaio socio-etnográfico.
Traíra meurt de maladie dans les années 1970.